# بيت خليل الشعابية (خيران المحرق)

تعديل مصدري - تعديل

بيت خليل الشعابية هي إحدى قرى عزلة مسروح بمديرية خيران المحرق التابعة لمحافظة حجة، بلغ تعداد سكانها 619 نسمة حسب تعداد اليمن لعام 2004.